# Seznam slovenských katolických diecézí
Slovenská republika sestává ze dvou církevních provincií, Západní a Východní, a celkem osmi katolických diecézí. Dříve pokrývala slovenské území pouze jedna jediná církevní provincie – Slovenská – jež se však 31. března 1995 rozdělila na dvě již zmíněné provincie.

## Západní provincie
| provincie | diecéze                           | zřízena                                              | rozloha    | počet obyvatel | počet katolíků  | katedrála                              |
| --------- | --------------------------------- | ---------------------------------------------------- | ---------- | -------------- | --------------- | -------------------------------------- |
| Západní   | Arcidiecéze bratislavská          | 1977 (Arc. bratislavsko-trnavská) 2008 (arcidiecéze) | 3759 km²   | 774 618        | 443 097 (57,2%) | katedrála svatého Martina              |
| Západní   | Arcidiecéze trnavská (sufragánní) | 1977 (Arc. bratislavsko-trnavská) 2008 (arcidiecéze) | 4833 km²   | 623 155        | 451 174 (72,4%) | katedrála svatého Jana Křtitele        |
| Západní   | Diecéze nitranská                 | 880 (vznik) 1110 (znovuustanovení)                   | 5932 km²   | 684 604        | 570 135 (83,3%) | bazilika svatého Jimrama               |
| Západní   | Diecéze banskobystrická           | 1776                                                 | 6750 km²   | 594 124        | 366 258 (61,6%) | katedrála svatého Františka Xaverského |
| Západní   | Diecéze žilinská                  | 2008                                                 | 2557 km²   | 592 200        | 484 200 (81,8%) | katedrála Nejsvětější Trojice          |
| Východní  | Arcidiecéze košická               | 1804                                                 | 10 403 km² | 1 153 008      | 522 008 (45,3%) | katedrála svaté Alžběty                |
| Východní  | Diecéze spišská                   | 1776                                                 | 7802 km²   | 610 040        | 452,310 (74.1%) | katedrála svatého Martina              |
| Východní  | Diecéze Rožňavská                 | 1776                                                 | 7000 km²   | 441 139        | 208 233 (47,2%) | katedrála Nanebevzetí Panny Marie      |

## Galerie

Arcidiecéze bratislavská
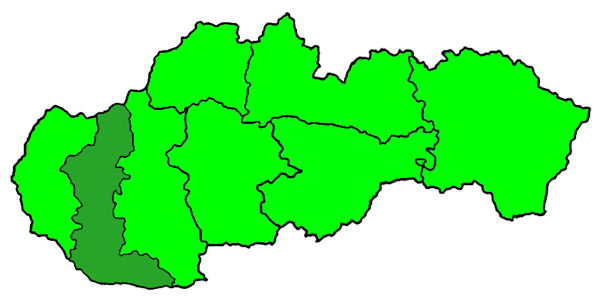
Arcidiecéze trnavská
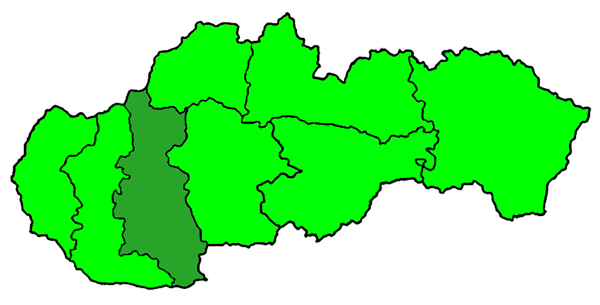
Diecéze nitranská
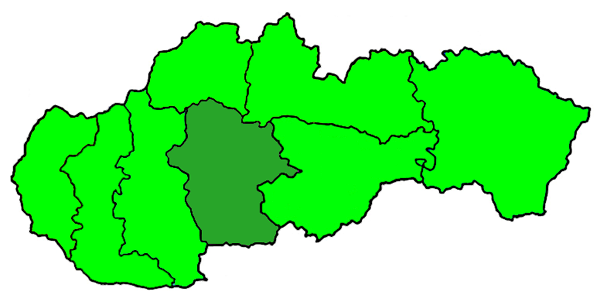
Diecéze banskobystrická
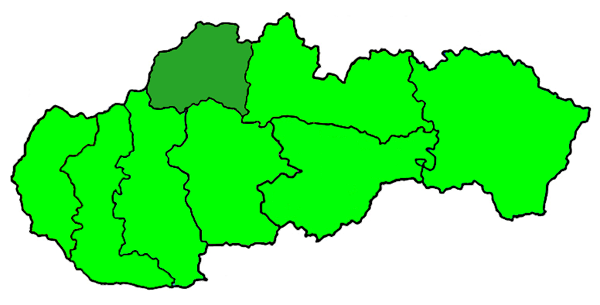
Diecéze žilinská
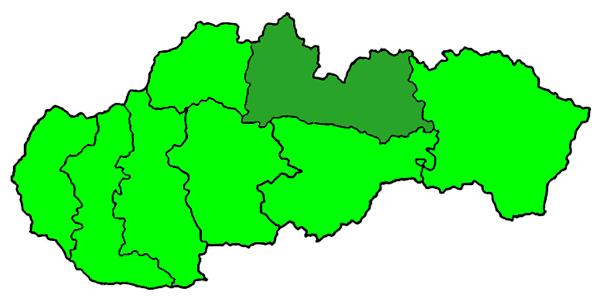
Diecéze spišská
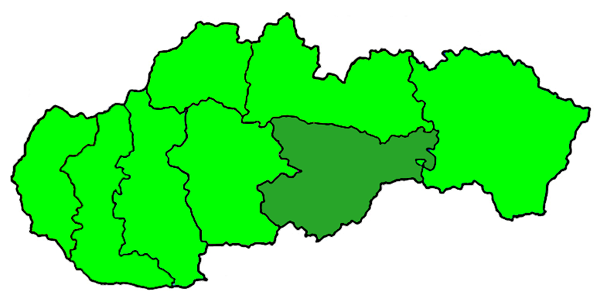
Diecéze rožňavská
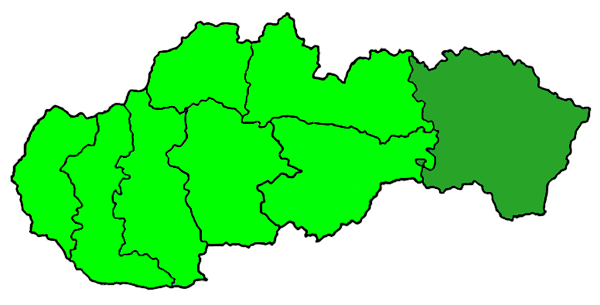
Arcidiecéze košická
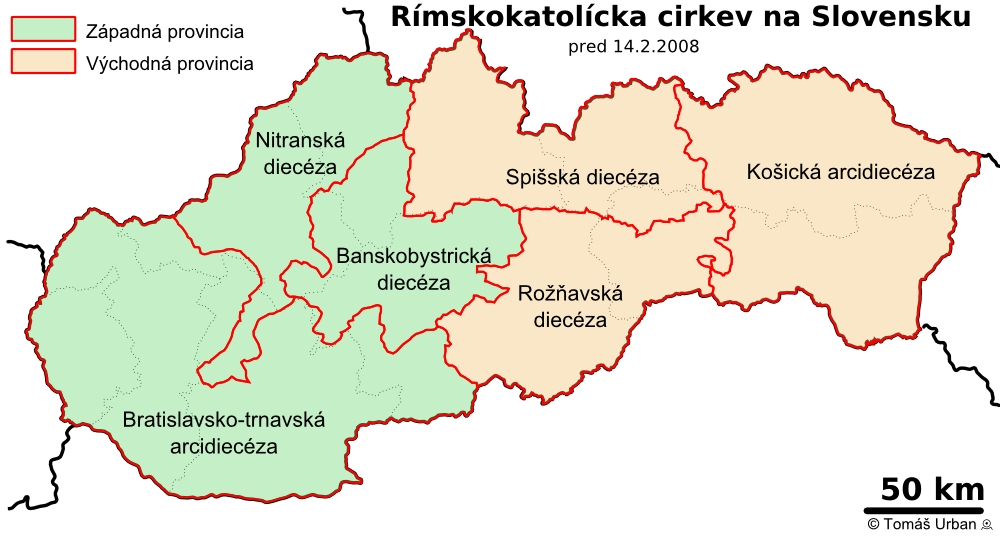
katolické diecéze na Slovensku před 14. únorem 2008